# (1654) Боева
(1654) Боева (лат. Bojeva) — типичный астероид главного пояса, был открыт 8 октября 1931 года советским астрономом Пелагеей Фёдоровной Шайн в Симеизской обсерватории и 1 июня 1967 года назван в честь советского астронома Нины Боевой.

## Обнаружение и именование
(1654) Боева
Открыт 8 октября 1931 года в Симеизе П. Ф. Шайн.
Эта планета названа в честь доктора Нины Фёдоровны Боевой (1890—1956), которая в течение многих лет была ценным сотрудником Института теоретической астрономии. Госпожа Боева занималась вычислениями орбит малых планет и их возмущений. Название предложено Институтом теоретической астрономии, Ленинград.
Оригинальный текст (англ.)1654 Bojeva
Discovered 1931-10-08 by Shajn, P. at Simeis.
This planet is named in honor of Dr. Nina Fedorovna Bojeva (1890—1956) who was a valuable member of the staff of the Institute of Theoretical Astronomy for many years. Miss Bojeva served as computer of minor planet orbits and perturbations. Name proposed by the Institute of Theoretical Astronomy, Leningrad.
Источники: DISCOVERY.DB; M.P.C. 2740.

## Орбита

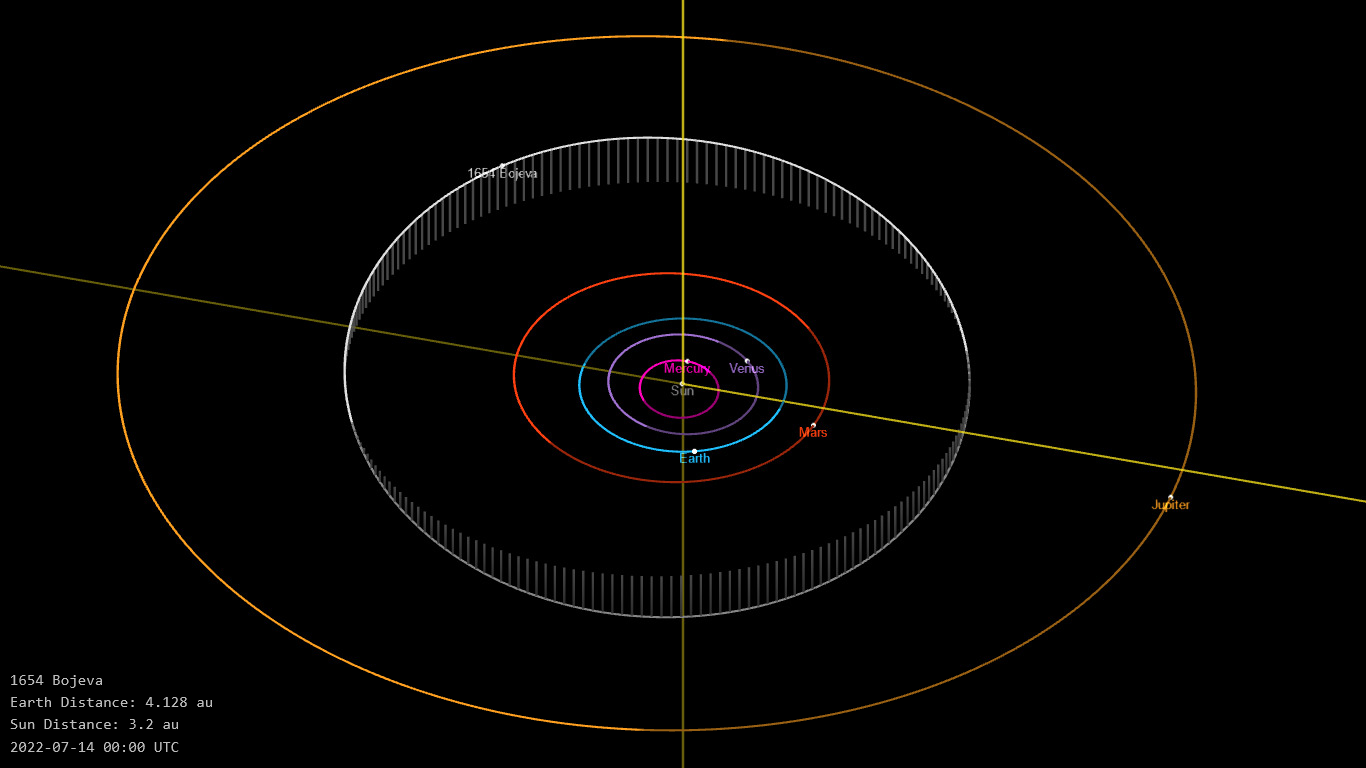
Орбита астероида Боева и его положение в Солнечной системе

## Физические характеристики
Астероид относится к таксономическому классу K.
По результатам наблюдений в инфракрасном диапазоне орбитальной обсерватории IRAS и спутника Akari и наблюдений в видимом и ближнем инфракрасном диапазоне космического телескопа NEOWISE диаметр астероида сначала оценивался равным 26,98±1,9 км, позже — 28,97±0,73 км, 25,11±0,43 км, 26,71±9,28 км, 25,115±0,426 км. Согласно тем же источникам альбедо оценивается как 0,1162±0,018, 0,110±0,007, 0,161±0,025, 0,12±0,08 и 0,161±0,025.